# L'Unione Italiana
L'Unione Italiana, también llamada El Club Italiano, es una sociedad social histórica ubicada en el barrio Ybor City de la ciudad de Tampa, Florida, Estados Unidos. El edificio del grupo fue diseñado por el arquitecto de Tampa M. Leo Elliott. Está situado en 1731 East Seventh Avenue.

## Historia
Originalmente fundada en 1894 como una sociedad de ayuda mutua para los miembros inmigrantes italianos, su número de miembros creció de 107 en su fundación a más de 3.000 en 1935. El edificio original, construido en 1911, se quemó en 1914. Posteriormente se construyó un edificio completamente nuevo en East 7th Avenue en Ybor City, Tampa. Este segundo edificio fue terminado en 1918 y todavía se mantiene en pie. La afiliación al club daba derecho a los socios a un seguro médico, que incluía prestaciones por enfermedad y fallecimiento.
Santo Trafficante Sr. era miembro de L'Unione Italiana, y fue enterrado en el cementerio que el Club Italiano compró y dedicó en su fundación en 1894.
El 9 de diciembre de 2018, el Club Italiano celebró el centenario del edificio. El 5 de noviembre de 2022, el expresidente del Club Italiano Jamie Granell fue galardonado con el Premio Palo Longo; el premio destaca el compromiso de un individuo de pasar su vida perpetuando las tradiciones y el patrimonio italianos y ayudando a transmitir esas tradiciones a las generaciones futuras.

## Fiesta Italiana
Cada primavera, a pocas semanas del Domingo de Pascua, se celebra la Festa Italiana con un fin de semana de eventos, degustaciones de vino, torneos de bochas y celebraciones que celebran la cultura y el patrimonio italiano en Tampa Bay.